# Liste der Kulturdenkmäler in Klingenmünster
In der Liste der Kulturdenkmäler in Klingenmünster sind alle Kulturdenkmäler der rheinland-pfälzischen Ortsgemeinde Klingenmünster aufgeführt. Grundlage ist die Denkmalliste des Landes Rheinland-Pfalz (Stand: 14. August 2023).

## Denkmalzonen
| Bezeichnung                             | Lage                                                           | Baujahr                    | Beschreibung | Bild                           |
| --------------------------------------- | -------------------------------------------------------------- | -------------------------- | --- | ------------------------------ |
| Denkmalzone Stiftsbezirk Klingenmünster | Im Stift 1–17, Bahnhofstraße 1, Weinstraße 42 und 44 Lage      | ab dem 12. Jahrhundert     | ehemaliger Stiftsbezirk mit der im Kern romanischen, barock erneuerten Klosterkirche, ehemaliger Stiftsschaffnei (Weinstraße 42/44), zweite Hälfte des 16. Jahrhunderts und jünger, und ehemaliger Schule; barock verbaute Klostergebäude, eines mit Kreuzgangresten; die Klostermauer zum Teil erhalten; Im Stift 7: Nordwand mit gekuppeltem gotischem Fenster und Ausguss | weitere Bilder Fotos hochladen |
| Denkmalzone Pfalzklinik Landeck         | nördlich des Ortes Lage                                        | 1857                       | ehemalige Kreisirrenanstalt, 1857 von Kreisingenieur Hatzel; das kasernenartige Hauptgebäude eine dreigeschossige Anlage mit Seitenrisaliten und Dachreiter in historisierenden spätklassizistischen Formen, im Mittelteil Erdgeschoss-Arkaden; ähnlich zwei weitere doppelgeschossige Gebäude, dreigeschossiger Bau der 1920er/30er Jahre mit Werkstätten                   | weitere Bilder Fotos hochladen |
| Denkmalzone Burgruine Waldschlössel     | nordwestlich des Ortes, westlich des Pfalzklinikums Lage       | Mitte des 10. Jahrhunderts | Wohnturm, Ringmauer mit Torturm, Wall und Graben der im Ursprung wohl frühlsalischen, 1168 zerstörten Burg; bergseitig vorgelagert Fliehburg, Mitte des 10. Jahrhunderts | weitere Bilder Fotos hochladen |
| Denkmalzone Fliehburg Heidenschuh       | nordwestlich des Ortes an der Nordseite des Treutelsbergs Lage |                            | frühmittelalterliche Fliehburg, zwei Abschnittsmauern, die äußere mit Graben riegeln eine (ehemals ummauerte) Bergnase ab | weitere Bilder Fotos hochladen |
| Denkmalzone Burgruine Landeck           | westlich des Ortes über dem Klingbachtal Lage                  | Ende des 12. Jahrhunderts  | Ende des 12. Jahrhunderts gegründet, 1689 zerstört, um 1910 und 1964–196x instand gesetzt; annähernd ovaler Bering mit Mantelmauer (mit innerem Burgtor), diese wie der Bergfried buckelquaderverkleidet, Ringmauer in einfachem Quaderwerk, 1416 durch Zwinger verstärkt, Überreste einer Zugbrücke, zugehörig die weiträumige Umgebung                                     | weitere Bilder Fotos hochladen |

## Einzeldenkmäler
| Bezeichnung                    | Lage                                                | Baujahr                            | Beschreibung | Bild                           |
| ------------------------------ | --------------------------------------------------- | ---------------------------------- | --- | ------------------------------ |
| Napoleonsbank                  | Bahnhofstraße, bei Nr. 1 Lage                       | 1811/12                            | steinerne Bank, reliefierte Pfeiler, 1811/12 | weitere Bilder Fotos hochladen |
| Wohn- und Gasthaus             | Bahnhofstraße 11 Lage                               | 1893                               | spätgründerzeitlicher Klinkerbau, Renaissancemotive, bezeichnet 1893 | Fotos hochladen                |
| Grabdenkmäler und Brunnen      | Friedhofstraße, auf dem Friedhof Lage               | 19. Jahrhundert                    | mehrere Grabdenkmäler des 19. Jahrhunderts: - spätklassizistische Grabstelen für Georg J. Becker, protestantischer Schullehrer (gestorben 1868), gotisierend, und Katharina Elisabeth Becker geborene Ellermann (gestorben 1857), Rotsandstein (Bild); - Grabmal Anton Zipff (Bild), klassizistischer Pfeiler, um 1821; - Laufbrunnen mit Brunnenskulptur, 1920er Jahre | weitere Bilder Fotos hochladen |
| Schulhaus                      | Im Stift 3 Lage                                     | 1827                               | ehemalige katholische Schule, jetzt Gemeindehaus; klassizistischer Krüppelwalmdachbau, bezeichnet 1827 | Fotos hochladen                |
| Fenstergewände                 | Im Stift, an Nr. 7 Lage                             |                                    | gotisches Zwillingsfenster | Fotos hochladen                |
| Katholisches Pfarrhaus         | Im Stift 12 Lage                                    | zweite Hälfte des 18. Jahrhunderts | ehemaliges katholisches Pfarrhaus; spätbarocker Putzbau, zweite Hälfte des 18. Jahrhunderts, im Kern eventuell älter; am Nebengebäude Wappenstein, wohl aus dem 16. Jahrhundert | Fotos hochladen                |
| Katholische Kirche St. Michael | Im Stift 14 Lage                                    | ab 1100                            | ehemalige Klosterkirche; Turmstümpfe des Westbaus der romanischen Basilika, um 1100, Verbindungsbau mit barockem Glockenturm, ehemaliges Hauptportal bezeichnet 1518, Emporenkapelle, zweite Hälfte des 12. Jahrhunderts; einschiffiges Langhaus; Steintafel mit Stifterinschrift, um 1200                                                                              | weitere Bilder Fotos hochladen |
| Stiftsgebäude                  | Im Stift 16 Lage                                    |                                    | Ostflügel der romanischen ehemaligen Stiftsgebäude, im 18. Jahrhundert überformt | Fotos hochladen                |
| Kellerbogen                    | Mühlgasse, an Nr. 3 Lage                            | 1569                               | Kellerbogen, bezeichnet 1569 | Fotos hochladen                |
| Post                           | Poststraße 2 Lage                                   | 1926                               | ehemalige Post; großer Walmdachbau, doppelläufige Freitreppe, bezeichnet 1926 | Fotos hochladen                |
| Wohnhaus                       | Poststraße 4 Lage                                   | 1928                               | Wohnhaus mit Arztpraxis; eingeschossiger Bruchsteinbau, klassizistische Grundhaltung, 1928, Architekt Richard Riemerschmid, Werkbund Köln | Fotos hochladen                |
| Protestantisches Gemeindehaus  | Steinstraße 2 Lage                                  | 1765                               | ehemaliges protestantisches Gemeindehaus, später Schule; spätbarocker Bau, bezeichnet 1765 | weitere Bilder Fotos hochladen |
| Gasthaus Zum Lamm              | Steinstraße 6 Lage                                  | um 1770                            | Gasthaus „Zum Lamm“; Hofanlage; Winkelbau mit spätbarocken Fenstern, um 1770, Renaissancefenster des Westflügel-Obergeschosses, um 1600 | Fotos hochladen                |
| Wohnhaus                       | Steinstraße 7 Lage                                  | 1619                               | Fachwerkwohnhaus, teilweise massiv, bezeichnet 1619 | Fotos hochladen                |
| Kurpfälzischer Amthof          | Steinstraße 13 Lage                                 | 1716                               | ehemaliger kurpfälzischer Amthof; langgestreckter eingeschossiger barocker Krüppelwalmdachbau, bezeichnet 1716; zugehörig großer Ziergarten | Fotos hochladen                |
| Torbogen                       | Steinstraße, an Nr. 31 Lage                         | 1729                               | barocker Torbogen mit Nebenpforte, bezeichnet 1729 | Fotos hochladen                |
| Gasthaus Zum Pfälzer Hof       | Weinstraße 26 Lage                                  | um 1765                            | ehemaliges Gasthaus „Zum Pfälzer Hof“; große spätbarocke Hofanlage, um 1765; langgestreckter Mansardwalmdachbau | weitere Bilder Fotos hochladen |
| Gasthaus Zum Ochsen            | Weinstraße 28 Lage                                  | um 1690                            | Gasthaus „Zum Ochsen“; langgestreckter spätklassizistischer Putzbau, bezeichnet 1837 (Bild), im Kern angeblich um 1690 | weitere Bilder Fotos hochladen |
| Portal                         | Weinstraße, an Nr. 37 Lage                          | 1780                               | reiches spätbarockes Oberlichtportal, bezeichnet 1780 | Fotos hochladen                |
| Stiftsschaffnei                | Weinstraße 42/44 Lage                               | zweite Hälfte des 16. Jahrhunderts | ehemalige Stiftsschaffnei; zweiteiliger langgestreckter Walmdachbau, im Kern aus der zweiten Hälfte des 16. Jahrhunderts, Umbauten im 18. und 19. Jahrhundert | weitere Bilder Fotos hochladen |
| Denkmal für August Becker      | Weinstraße, bei Nr. 42 Lage                         | 1907                               | reliefierte Brunnenanlage, Bronzebüste, Jugendstil, bezeichnet 1907 | weitere Bilder Fotos hochladen |
| Hofanlage                      | Weinstraße 46 Lage                                  | 1551                               | Hofanlage; Fachwerkhaus, Walmdach, im Kern Renaissancebau, bezeichnet 1551 (Bild), barock überformt, bezeichnet 1742, Krüppelwalmdachscheune | weitere Bilder Fotos hochladen |
| Wohnhaus                       | Weinstraße 62/64 Lage                               | 1731                               | barockes Fachwerkhaus, teilweise massiv, bezeichnet 1731 | weitere Bilder Fotos hochladen |
| Wohnhaus des Stiftsdechanten   | Weinstraße 69 Lage                                  | 1575                               | ehemaliges Wohnhaus des Stiftsdechanten; Renaissancebau über Hochkeller, bezeichnet 1575 (Bild) | weitere Bilder Fotos hochladen |
| Kilometerstein                 | nördlich des Ortes an der B 48; Flur Spießlich Lage | zweite Hälfte des 19. Jahrhunderts | Sandsteinkegel, zweite Hälfte des 19. Jahrhunderts | Fotos hochladen                |
| Gedenkstein                    | nördlich des Ortes an der Kaiserbacher Mühle Lage   | 1940                               | Stele, bezeichnet 1940 | Fotos hochladen                |
| Martinsturm                    | nordwestlich des Ortes auf dem Treutelsberg Lage    | 1886                               | Aussichtsturm, Rotsandstein, 1886 | weitere Bilder Fotos hochladen |
| Katholische Nikolauskapelle    | nordwestlich des Ortes am Magdalenenhof Lage        |                                    | spätromanischer Saalbau, Dachreiter mit barocker Haube | weitere Bilder Fotos hochladen |
| Weinbergshaus                  | nordwestlich des Ortes; Flur Schlossberg Lage       | um 1820                            | Weinbergshaus; klassizistisch, um 1820 | Fotos hochladen                |

## Ehemalige Kulturdenkmäler
| Bezeichnung    | Lage                | Baujahr         | Beschreibung                                                                                                  | Bild            |
| -------------- | ------------------- | --------------- | --- | --------------- |
| Wohnhaus       | Mühlgasse 5 Lage    | 18. Jahrhundert | barockes Fachwerkhaus, 18. Jahrhundert; Toranlage, 19. Jahrhundert; aus Denkmalliste gelöscht und abgebrochen | Fotos hochladen |
| Amtschreiberei | Steinstraße 11 Lage | 18. Jahrhundert | ehemalige Amtschreiberei; barocker Walmdachbau, 18. Jahrhundert; aus Denkmalliste gelöscht                    | Fotos hochladen |
| Hofanlage      | Steinstraße 36 Lage | 18. Jahrhundert | Hofanlage; barockes Fachwerkhaus, wohl aus dem 18. Jahrhundert; aus Denkmalliste gelöscht                     | Fotos hochladen |